# Любовницы (телесериал, 2013)
«Любо́вницы» (англ. Mistresses) — американский драматический телесериал, разработанный К. Й. Стейнберг и основанный на формате одноимённого британского телесериала 2008-2010 годов. В центре сюжета находится жизнь четырёх подруг, каждая из которых находится в сложных и опасных отношениях. ABC заказал съёмки сериала в феврале 2012 года, а его премьера состоялась 3 июня 2013 года.
9 сентября 2016 года ABC закрыл сериал после четырёх сезонов.

## Актёры и персонажи
| Актёр              | Персонаж                | Эп. | Сезоны    | Сезоны    | Сезоны    | Сезоны    |
| Актёр              | Персонаж                | Эп. | 1         | 2         | 3         | 4         |
| ------------------ | ----------------------- | --- | --------- | --------- | --------- | --------- |
| Алисса Милано      | Саванна «Сави» Дэвис    | 26  | Постоянно | Постоянно |           |           |
| Ким Юнджин         | Доктор Карен Ким        | 52  | Постоянно | Постоянно | Постоянно | Постоянно |
| Рошелль Эйтс       | Эйприл Мэллой           | 52  | Постоянно | Постоянно | Постоянно | Постоянно |
| Джес Макаллан      | Джосслин «Джосс» Карвер | 52  | Постоянно | Постоянно | Постоянно | Постоянно |
| Джейсон Джордж     | Доминик Тейлор          | 28  | Постоянно | Постоянно | Гость     | Гость     |
| Бретт Такер        | Гарри Дэвис             | 52  | Постоянно | Постоянно | Постоянно | Постоянно |
| Эрик Стоклин       | Сэм Грэй                | 12  | Постоянно |           |           |           |
| Роб Майес          | Марк Никлби             | 26  |           |           | Постоянно | Постоянно |
| Дженнифер Эспозито | Калиста Рейнс           | 12  |           |           | Постоянно |           |
| Табретт Бетелл     | Кейт Дэвис              | 14  |           | Гость     |           | Постоянно |

## Производство
ABC заказал съемки первого сезона в феврале 2012 года, без процедуры производства пилотного эпизода. К. Й. Стейнберг написала сценарий для пилота, который изначально претендовал на место в осеннем расписании канала в сезоне 2012—2013, однако позже был заказан для наполнения эфира летом 2013 года.
Кастинг на главные роли начался в марте. Рошелль Эйтс первой присоединилась к проекту в одной из главных ролей, а после Джес Макаллан, для которой это первая крупная роль в карьере. Эйтс исполняет роль Эйприл, матери одного ребёнка и вдовы, а Макаллан досталась роль Джоселин, агента по недвижимости и самой молодой из четырёх подруг. В середине марта Ким Юнджин присоединилась к сериалу в роли Карен, психиатра, которая встречалась со своим недавно умершим пациентом. Алисса Милано стала последней актрисой, получившей роль в проекте в конце месяца. Ей досталась роль Саванны, старшей сестры Джосслин и адвоката средних лет, находящейся замужем.
Это уже вторая попытка американского телевидения снять ремейк британского оригинала. В 2008 году Lifetime сняли одноименный пилот, который так и не получил зелёный свет на съемки сериала. Примечательно, что в той адаптации также снялась Рошелль Эйтс.
25 сентября 2013 года ABC продлил сериал на второй сезон, который стартовал 2 июня 2014 года. Когда осенью 2014 года канал продлил сериал на третий сезон, производство шоу было перенесено из Лос-Анджелеса в Ванкувер. В связи с этим Алисса Милано решила покинуть проект после двух сезонов. Дженнифер Эспозито сменила её в роли новой подруги Джосс — Калисты Рейнс. Эспозито покинула сериал после одного сезона.

## Список эпизодов
| Сезон | Сезон | Эпизоды | Оригинальная дата выхода | Оригинальная дата выхода |
| Сезон | Сезон | Эпизоды | Премьера сезона          | Финал сезона             |
| ----- | ----- | ------- | ------------------------ | ------------------------ |
|       | 1     | 13      | 3 июня 2013              | 9 сентября 2013          |
|       | 2     | 13      | 2 июня 2014              | 1 сентября 2014          |
|       | 3     | 13      | 18 июня 2015             | 3 сентября 2015          |
|       | 4     | 13      | 30 мая 2016              | 6 сентября 2016          |

## Факты
В 2015 году кинокомпания StarMedia выпустила адаптацию сериала для русскоговорящих зрителей — «Влюбленные женщины». Главные роли исполнили Екатерина Климова, Равшана Куркова, Дарья Екамасова и Екатерина Волкова. Режиссером картины стал Дмитрий Лактионов. Рейтинг фильма на портале Кинопоиск — 6,1; IMDB — 4,7; зрители онлайн-кинотеатра IVI оценили его выше — 8,3 балла.